# Budaun
Budaun (lub też Badayun) – miasto w północnych Indiach w stanie Uttar Pradesh, na Nizinie Hindustańskiej. W mieście znajdują się ruiny fortu oraz zabytkowy meczet wzniesiony w 1223 roku w miejscu starożytnej hinduskiej świątyni. 
Populacja miasta w 2001 roku wynosiła 148 138 mieszkańców.

## Historia
Według tradycji Budaun został założony około roku 905. Kamienna inskrypcja, prawdopodobnie z XII wieku, podaje listę dwunastu królów panujących w Budaun. Pierwszym autentycznym wydarzeniem historycznym związanym z miastem, jest jego zdobycie przez Kutb-ud-dina, pierwszego sułtana Sułtanatu Delhijskiego w 1196 roku, po którym stało się bardzo ważnym miastem granicznym sułtanatu. W XIII wieku dwóch gubernatorów Budaun, Shams ud-din Iltutmysz oraz jego syn Rukn ud-din Firuz, władało sułtanatem. W 1571 roku miasto zostało spalone, a około sto lat później, pod rządami Szahdżahan, siedziba gubernatora została przeniesiona do Bareli, co rozpoczęło upadek znaczenia miasta.